# ペカフヤ
ペカフヤは、北イスラエル王国の第17代の王である。名前はヘブライ語で「ヤハウェは目を開かせる」という意味である。王位を世襲した最後の北イスラエル王である。

## 概要
紀元前741年に父メナヘムの死去に伴い即位した。ペカフヤは父の親アッシリア政策を継承したが、2年後に反アッシリア派の侍従ペカに、アルゴブとアルエと共に殺害された。
ペカフヤはダンとベテルで偶像礼拝を国策として推進した。預言者ホセアはペカフヤ時代の偶像礼拝を非難している。